# Атраментова Любов Олексіївна
Любов Олексіївна Атраментова (нар. 4 вересня 1949, Ужла) — український біолог-генетик. Доктор біологічних наук з 1992 року, професор з 1995 року.

## Біографія
Народилася 4 вересня 1949 року в селищі Ужглі (тепер Витегорський район Вологодської області Росії).
1973 року закінчила Харківський університет, де й працює: у 1977—1995 роках асистент, доцент, від 1995 року — професор кафедри генетики і цитології.
Провідний науковий співробітник Інституту проблем ендокринної патології імені В. Я. Данилевського НАМН України, куратор міжнародного наукового проєкту «Генографія» в Україні.
Стала науковим керівником у восьми кандидатів наук.

## Наукова діяльність
Досліджує генетико-демографічні процеси в популяціях України; генетичний аналіз мультифакторіальних захворювань. Праці:
- Генетика человека. Харків, 1990;
- Брачная структура населения г. Харькова в отношении генетически значимых социально-демографических признаков // Генетика. 1991. Т. 27, № 5;
- Лекции по психогенетике. Харків, 1997;
- Демогенетичні взаємозв'язки населення Харкова // Демографічні дослідження. 1997. № 19 (у співавторстві).